# Нересницкая сельская община
Нересницкая сельская общи́на (укр. Нересницька сільська громада) — территориальная община в Тячевском районе Закарпатской области Украины.
Административный центр — село Нересница.
Население составляет 30 609 человек. Площадь — 336,9 км².

## Населённые пункты
В состав общины входит 12 сёл:
- Нересница
- Подплеша
- Ганичи
- Новоселица
- Тисалово
- Тарасовка
- Терново
- Вышоватый
- Петрушов
- Широкий Луг
- Пригодь
- Фонтынясы